# 詹姆士·蘭森
詹姆士·蘭森（James Finley Ransone III，1979年6月2日—）是美國的一位演員。他最著名的作品是在HBO電視劇《火線重案組》中飾演Ziggy Sobotka角色。蘭森出生在巴爾的摩。